# Sparekassekollegierne
Sparekassekollegierne er to studenterkollegier i henholdsvis København og Aarhus. Kollegiet i København er opført 2002-03 og ligger på Jagtvej og har adresse Stadens Vænge 1-3, mens kollegiet i Aarhus er fra 1999 og ligger Åparken 2.
Kunder i sparekasserne Middelfart Sparekasse, Sparekassen Faaborg og Svendborg Sparekasse har fortrinsret til en bolig på kollegierne.